# Patrick Alexander Vans Agnew
Patrick Alexander Vans Agnew (22 aprile 1822 – Multan, 21 aprile 1848) è stato un funzionario britannico. Prestò servizio nella Compagnia britannica delle Indie orientali. Il suo assassinio da parte dei seguaci di Mulraj Chopra durante l'assedio di Multan portò alla seconda guerra anglo-sikh e alla conseguente annessione britannica del Punjab.

## Famiglia
Vans Agnew era il secondo figlio del tenente colonnello Patrick Vans Agnew, ufficiale della Presidenza di Madras che in seguito divenne direttore della Compagnia delle Indie Orientali.

## Servizio in India
Dopo aver frequentato l'Haileybury College, Vans Agnew entrò nel marzo 1841 nel servizio civile della Presidenza del Bengala. L'anno successivo iniziò divenne assistente del commissario del Territorio di Delhi. Nel dicembre 1845 fu nominato assistente del maggiore George Broadfoot, sovrintendente degli Stati Cis-Sutlej. Fu presente alla battaglia di Sobraon. Successivamente fu incaricato della definizione dei confini del territorio del maharaja Gulab Singh, il nuovo sovrano del Kashmir, e in una missione a Gilgit.

## Missione a Multan e morte

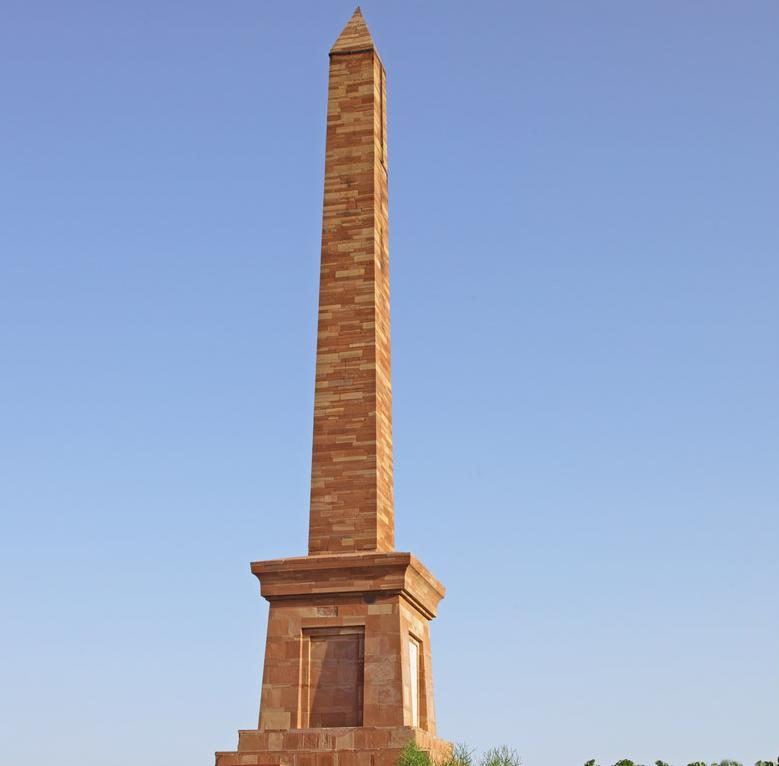
Il monumento di Vans Agnew al Forte di Multan

Nella primavera del 1848, mentre era assistente del residente britannico a Lahore, fu inviato a Multan con l'incarico di sostituire il diwan Mulraj Chopra, governatore della città, con il filobritannico sardar Kahan Singh Mann e di rimanere in seguito sul posto in qualità di agente politico. In questa missione Vans Agnew era accompagnato da William A. Anderson, tenente del Bombay Army già suo assistente nella missione a Gilgit, da Kahan Singh Mann, e da una scorta di gurkha. La missione raggiunse Multan il 18 aprile 1848. Il giorno seguente Vans Agnew e Anderson ricevettero la visita di Mulraj Chopra, con il quale ebbero un'animata discussione sulle condizioni per la cessione della provincia. Il 20 aprile 1848 i due britannici ispezionarono il forte di Multan e vari stabilimenti. Mentre stavano per uscire dalla cittadella, un soldato dell'esercito sikh di Mulraj aggredì Vans Agnew. Si trattò probabilmente del segnale convenuto per un attacco concertato, dato che una folla circondò e attaccò i due britannici. Entrambi gli ufficiali furono feriti e insieme a Khan Singh si rifugiarono in una moschea fuori città, a Idgah, da dove Anderson scrisse una richiesta di aiuto al tenente Edwardes a al colonnello Van Cortland. Il giorno seguente Vans Agnew e Anderson furono assassinati a colpi di pistola. Mulraj Chopra successivamente disse di non aver istigato questi attacchi, ma di fatto fu tra i fautori della ribellione antibritannica. Egli presentò la testa di Vans Agnew a Khan Singh Mann e gli chiese di riportarla a Lahore. La notizia dell'uccisione dei due ufficiali si diffuse ben presto in tutto il Punjab e un gran numero di sikh disertarono l'esercito regolare per unirsi ai ribelli.
Gli eventi di Multan costituirono per i britannici il casus belli che portò alla seconda guerra anglo-sick.

## Monumento
Dopo l'assedio di Multan a Vans Agnew fu eretto un monumento, che si trova a Ibne-Qasim Bagh, un parco nel forte Kohna di Multan.